# Scheveningen
Scheveningen este unul dintre cele opt districte ale orașului Haga. La rândul sau e alcătuit din subdistrictele Renbaankwartier, Belgisch Park, Duinoord, Duindorp, Statenkwartier, Havenkwartier, Oostduinen, Scheveningen-Dorp (centru), Westbroekpark și Zorgvliet.

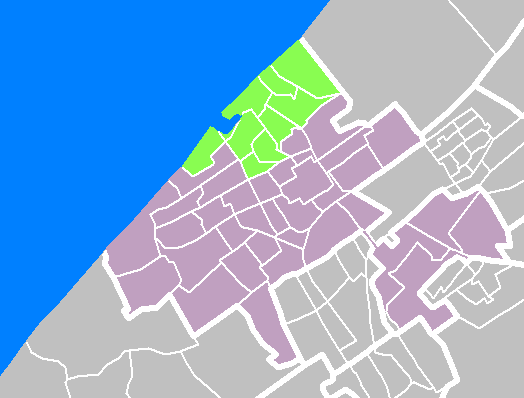
Harta oraşului Haga; districtul Scheveningen e marcat cu verde

Primele referiri la satul 'Sceveninghe' datează din jurul anului 1280. Pe atunci era un mic sat pe malul Mării Nordului, principala ocupație a locuitorilor fiind pescuitul.
În anul 1663 este construit drumul ce leagă Scheveningen de Haga, acum cunoscut sub denumirea de Scheveningseweg.
După furtuna din 1894 ce a afectat satul, s-a hotarat construirea portului. Pana la acea data barcile erau "ancorate" fiind trase la mal, pe plaja. Primul port din Scheveningen a fost finalizat în 1904.
În 1818 Jacob Pronk construiește prima baie publică, o clădire din lemn cu o sală de așteptare și patru săli de baie separate, cu vedere spre mare. În 1820 clădirea a fost înlocuită cu una din piatră. În 1828 clădirea a fost cumpărată de către primarie iar în locul acesteia, în 1884, a fost construit hotelul Kurhaus.
În a doua jumătate a secolului XX localitatea este anexată orașului Haga devenind unul din districtele acestuia.